# Nathan Kinch
Pas d'image ? Cliquez ici
Nathan Kinch, né le 4 juin 1982 à Aberdeen est un pilote automobile britannique. Il compte notamment deux participations aux 24 Heures du Mans, en 2004 et 2005.

## Carrière
En 2004, il participe une première fois aux 24 Heures du Mans avec l'écurie Ray Mallock Ltd. Il partage le volant de la MG-Lola EX257 avec Mike Newton et Thomas Erdos. L'équipage abandonne à la vingt-deuxième heure sur casse moteur,.
En 2005, il participe une dernière fois aux 24 Heures du Mans. Il pilote cette fois ci la Ferrari 360 Modena GTC de la Scuderia Ecosse. L'équipage abandonne sur accident.
La même année, alors qu'il pilote la Ferrari de la Scuderia Ecosse en Le Mans Endurance Series et en British GT (en), il est invité par la marque pour conduire la Ferrari F2003-GA pilotée par Rubens Barrichello en 2003 en Championnat du monde de Formule 1.
En 2006, il participe aux 24 Heures de Spa avec la même équipe et termine neuvième du classement général.
En 2016, Nathan Kinch participe au Silverstone Classic (en), ou il remporte une manche disputée à bord de voitures du Groupe C.